# Heberleinova brzda

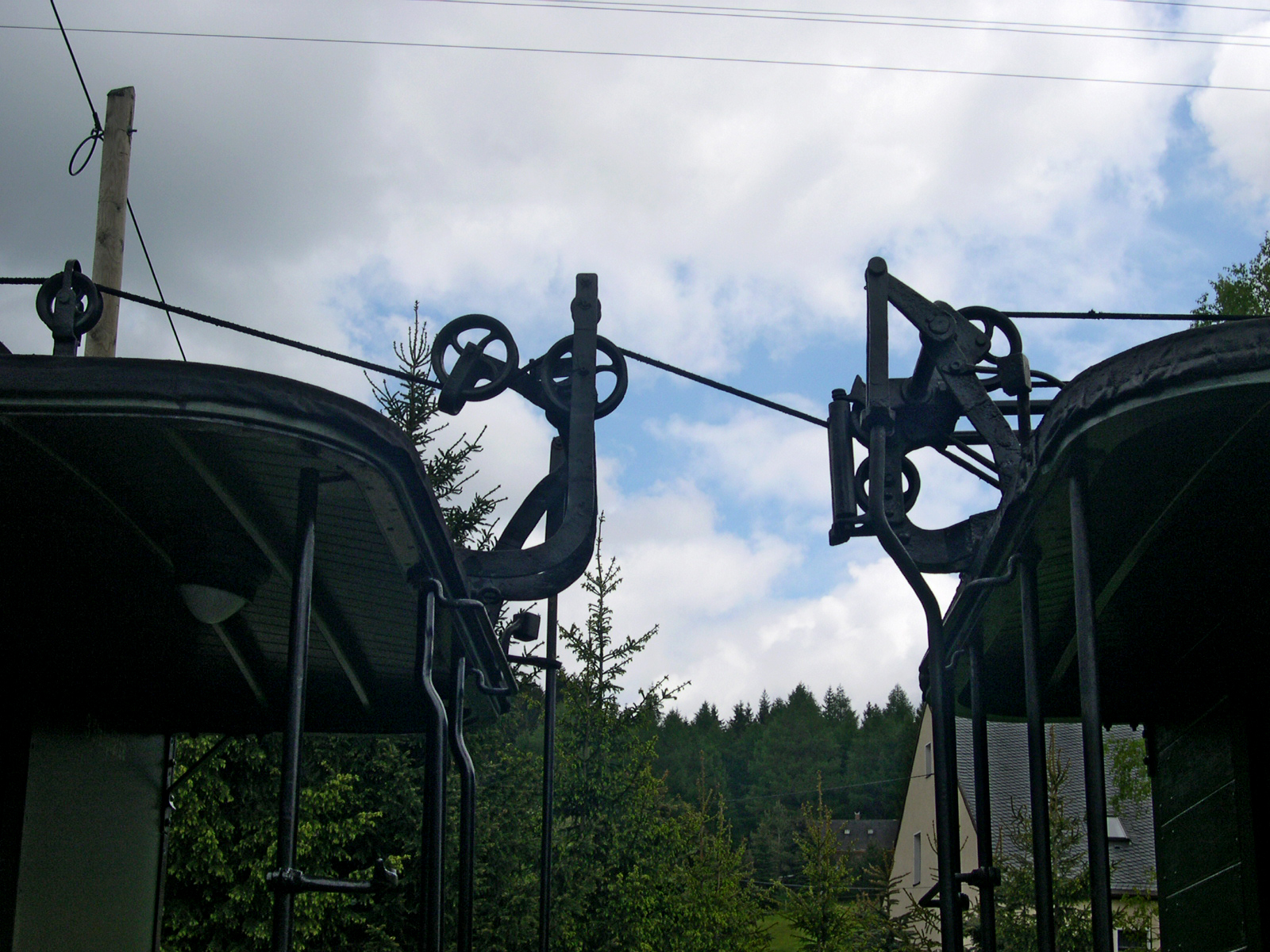
Mechanismus Heberleinovy brzdy saského úzkokolejného vozu - na Preßnitztalbahn.

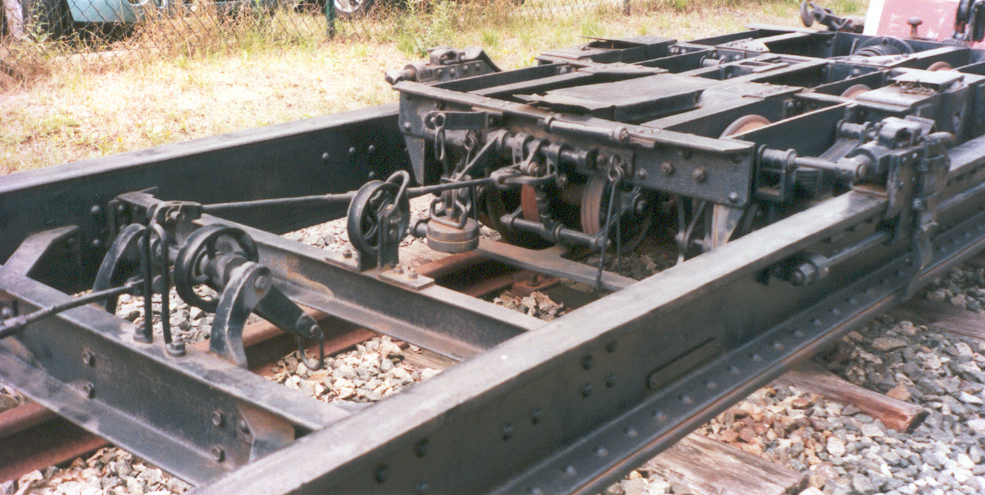
Detail mechanismu Heberleinovy brzdy na podvalníkovém voze. Při uvolnění lana klesne kolo na páce, opře se o nápravu a pomocí tohoto samosvorného mechanismu se přitlačí zdrže ke kolům

Heberleinova brzda je průběžná vlaková brzda ovládaná mechanicky lanem. Brzda je ovládána z lokomotivy pomocí vrátku. Zdrže jsou na kola vozů přitlačovány pomocí pákového mechanismu s využitím otáčení náprav. Brzda účinkuje samočinně při přerušení lana. Pro tuto brzdu jsou typické kladky na střechách vozů, případně stojany s kladkami na čelech  nízkých vozů. V průběhu času byla tato brzda nahrazena tlakovou, popřípadě sací brzdou.
Vzhledem k tomu, že Heberleinova brzda je brzdou průběžnou a samočinnou, je stále dovoleno její používání, zvláště při malých rychlostech na úzkorozchodných drahách. Její obsluha však vyžaduje určitou zkušenost, neboť brzdícího účinku se zde dosahuje pomaleji než u brzd tlakových a sacích.
Na některých úzkokolejkách v Sasku jsou k vidění vozidla s Heberleinovou brzdou - například na Lößnitzgrundbahn, Weißeritztalbahn nebo na Preßnitztalbahn, kde je tato brzda několikrát do roka používána v provozu.